# Bad Wilsnack
Bad Wilsnack (bis 1929 Wilsnack) ist eine Kurstadt und ein historischer Wallfahrtsort im Landkreis Prignitz im Nordwesten Brandenburgs.
Die Landstadt ist Sitz des Amtes Bad Wilsnack/Weisen. Wahrzeichen der Stadt ist die Wunderblutkirche St. Nikolai, eine mittelalterliche Wallfahrtskirche von einst europäischem Rang.
In Bad Wilsnack endet der Wunderblutpilgerweg.

## Geografie

### Lage
Bad Wilsnack befindet sich am Südwestrand der Prignitz, nur wenig nördlich der Mündung der Havel in die Elbe, ungefähr auf der Hälfte der Bahnstrecke Berlin–Hamburg. Die Stadt liegt an der Karthane, einem kleinen Fluss, der im Herzen der Prignitz entspringt und bei Wittenberge in die Elbe fließt. Das Gebiet um Bad Wilsnack ist Teil des brandenburgischen Biosphärenreservates Flusslandschaft Elbe-Brandenburg. Nur wenige Kilometer südlich der Stadt liegt das „Storchendorf“ Rühstädt.

### Nachbargemeinden
Bad Wilsnack grenzt an folgende Gemeinden (im Uhrzeigersinn, von Norden beginnend): Perleberg, Plattenburg, Legde/Quitzöbel, Rühstädt, Beuster, Wittenberge und Breese.

## Stadtgliederung
Die Stadt Bad Wilsnack gliedert sich wie folgt:
- Kernstadt Bad Wilsnack mit den bewohnten Gemeindeteilen
  - Groß Lüben
  - Haaren
  - Jackel
  - Karthan
  - Klein Lüben
  - Scharleuk
- Ortsteil Grube (mit eigenem Ortsbeirat und Ortsvorsteher) mit dem bewohnten Gemeindeteil
  - Sigrön

Des Weiteren gehören die Wohnplätze Arnoldsruh, Kampehl und Lanken zur Stadt.

## Geschichte

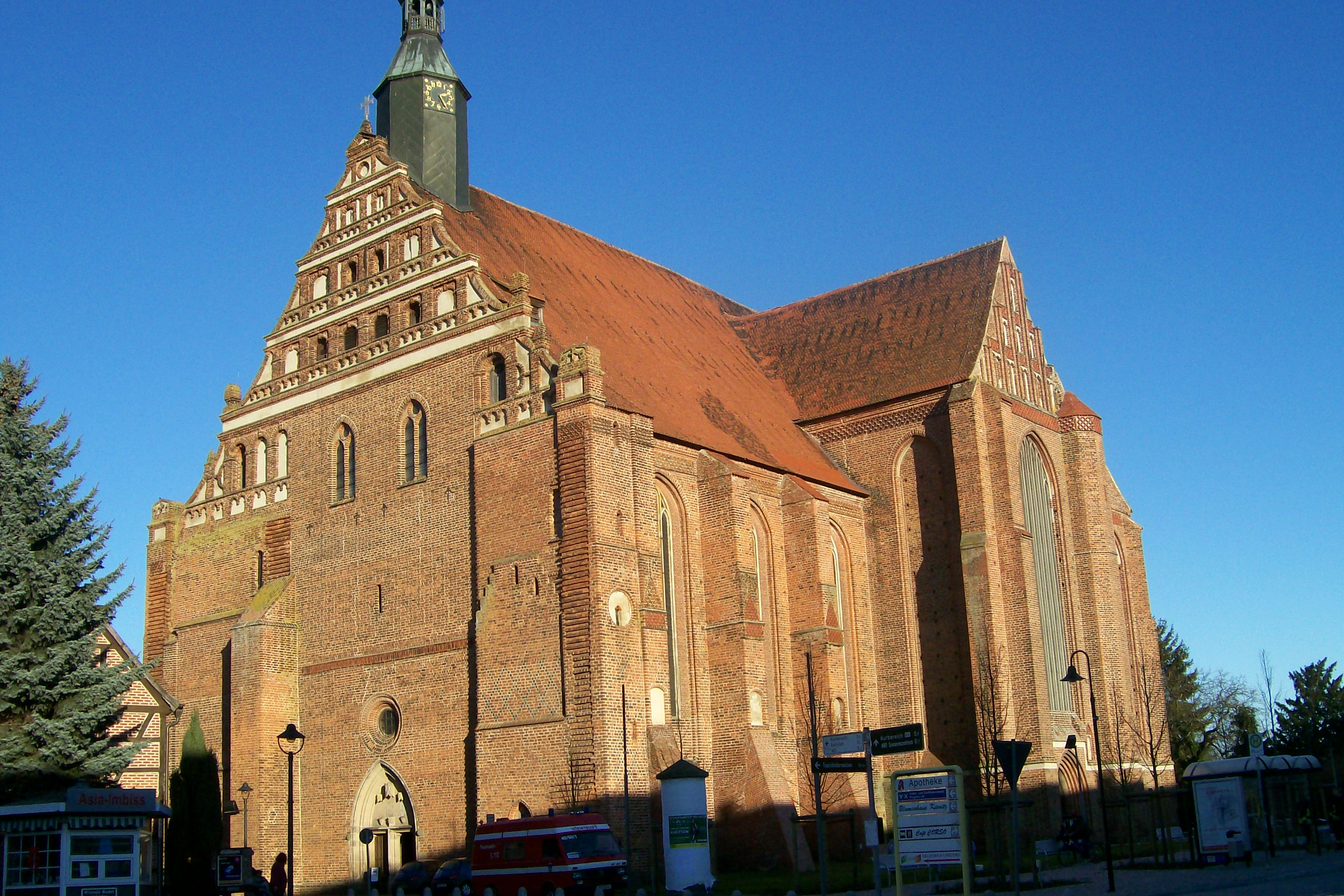
Wunderblutkirche St. Nikolai

Im Jahr 1384 wurde Wilsnack, dessen frühe Geschichte durch seine Lage im wendisch-sächsischen Grenzgebiet bestimmt wurde, zum ersten Mal urkundlich erwähnt. Anlass war die Zerstörung der Kirche, als der Ritter Heinrich von Bülow am 15. August 1383 Ort und Kirche niederbrennen ließ. In der Ruine sollen auf dem Altar drei Hostien mit roten Flecken gefunden worden sein, die man für Blut hielt – Blutwunderhostien. Am 20. Februar 1384 stellte Papst Urban VI. Wilsnack einen Ablassbrief zum Wiederaufbau der Wallfahrtskirche aus. Wilsnack wurde dadurch ein Wallfahrtsort für die Region und für Gläubige aus vielen Ländern, von den britischen Inseln ebenso wie aus dem Baltikum, aus Ungarn oder Skandinavien. Wilsnack galt als Santiago Nordeuropas und somit als einer der wichtigsten Wallfahrtsorte in Europa.
Mit den Geldern der Wallfahrer bauten die Bischöfe von Havelberg die Kirche ab 1384 als Wunderblutkirche St. Nikolai wieder auf; später dienten sie dem Bistum als Einkunftsquelle. Wilsnack war vor allem bei böhmischen Pilgern als Wallfahrtsziel beliebt, weshalb sich Jan Hus 1403 vehement gegen die Verehrung des Wunderblutes aussprach. Als die Magdeburger Synode 1443 die Wallfahrten beenden wollte, setzte sich der Havelberger Bischof gemeinsam mit Kurfürst Friedrich II. von Brandenburg und mit Unterstützung des Papstes gegen das angestrebte Verbot durch. Die Wallfahrten endeten mit der Verbrennung der vermeintlichen Bluthostien durch den ersten evangelischen Geistlichen im Jahre 1552, wofür er zunächst inhaftiert und später des Landes verwiesen wurde. Der Wunderblutschrein aus der Mitte des 15. Jahrhunderts ist jedoch noch vorhanden. Infolge der Hostienzerstörung ebbten die Pilgerströme im Laufe des 16. Jahrhunderts allmählich ab und bewirkten einen wirtschaftlichen Niedergang der Stadt.
Die Herrschaft Wilsnack kam 1560 an die Familie von Saldern, die kurz zuvor bereits den Sitz der Bischöfe, die Plattenburg, als Pfandbesitz erhalten hatte. Im Prälatenhaus zu Wilsnack nahmen sie ihren Sitz. Das Herrenhaus wurde 1780 zu einem Schloss erweitert. Ende des 19. Jahrhunderts war Hugo von Saldern (1821–1896) Besitzer von Gut Wilsnack, sein Nachfolger wurde ein jüngerer Vetter, Achim von Saldern. Er war der letzte Eigentümer des Gutes, welches als unteilbares Fideikommiss geführt wurde. Zum Rittergut Wilsnack gehörte zeitgleich das Rittergut Oevelgründe. Beide zusammen umfassten 1420 ha Land. Die Familie wurde 1945 enteignet; das Herrenhaus brannte 1976 ab.
Im Dreißigjährigen Krieg wurde Wilsnack von kaiserlichen, sächsischen, dänischen und schwedischen Truppen geplündert. Stadtbrände verursachten mehrfach Schäden, etwa in den Jahren 1690, 1703, 1826 und 1828. Am 2. September 1826 verloren 85 Familien ihre Unterkunft, als ein Feuer 24 Wohnhäuser zerstörte.
Schwere Schäden entstanden auch durch Überschwemmungen, so 1709 durch einen Bruch des Elbdeichs. Am 6./7. März 1830 wurden die heutigen Ortsteile Groß Lüben und Klein Lüben nach mehreren Dammbrüchen völlig überschwemmt. Die Dammbrüche entstanden durch Eisgang und Eisstau auf der Elbe; die Schäden waren beträchtlich.
Im Jahr 1846 wurde die Eisenbahnlinie Hamburg–Berlin (Strecke nördlich der Elbe) fertiggestellt, die auch einen Haltepunkt in Wilsnack besaß. Von nun an war die beschauliche Stadt für erholungssuchende Großstädter gut erreichbar, und es begann ein bescheidener wirtschaftlicher Aufschwung. Der Stadtförster Gustav Zimmermann (1841–1914) sandte 1899 Moorproben in einer Heringsdose nach Berlin, um diese auf ihre Heilwirkung untersuchen zu lassen. Dabei wurde ein recht hoher Gehalt an Eisenoxiden (über 28 Prozent) und Huminsäuren festgestellt. Wilsnack entwickelte sich daraufhin zum Kurort. Am 1. Mai 1907 konnte die Moorbadeanstalt als städtische Kureinrichtung eingeweiht werden, in der vor allem rheumatische Leiden sowie Unterleibserkrankungen, chronische Gallenblasen-, Blinddarm-, Venen- und Krampfaderentzündungen behandelt wurden und 1928 wurde eine Moorbahn in Betrieb genommen. Im September 1929 erhielt die Stadt nach der Eröffnung eines Genesungsheims für Sozialversicherte („Goethehaus“, jetzt Seniorenresidenz „Haus Goethe“) vom preußischen Staatsministerium offiziell den Titel „Bad“. Dies hatte einen kontinuierlichen Anstieg der Gästezahlen zur Folge, was zum weiteren Aufschwung des Ortes beitrug. Der Badebetrieb kam jedoch 1940 infolge des Zweiten Weltkriegs zum Erliegen.
Das hartnäckige Bemühen der Wilsnacker Bürger um Wiedereröffnung des Kurbades nach Kriegsende führte 1946 zur Wiedererteilung der entsprechenden Genehmigung durch die Sowjetische Militäradministration. In der Folgezeit entwickelte sich Bad Wilsnack mit rund 3000 Besuchern pro Jahr zu einem der größten Moorbäder der DDR. Der Zustand der Kureinrichtungen war jedoch zuletzt so schlecht, dass nach der Wende die Verwaltung des Landes Brandenburg an eine Abwicklung des Bades dachte. Diese wurde durch das private Engagement eines Arztehepaars verhindert, welches im Dezember 1990 die Kurklinik Bad Wilsnack GmbH gründete. Bereits 1993 konnte die neue Elbtalklinik eingeweiht werden. Das tief unter der Stadt befindliche Solevorkommen wurde 1997 angebohrt, um dieses ebenfalls für den Kurbetrieb zu nutzen. Seit 2003 ist Bad Wilsnack als Thermalsole- und Moorbad staatlich anerkannt.
Zur Erinnerung an Stadtförster Zimmermann, dem die Entdeckung der Moorvorkommen zu verdanken ist, enthüllte die Stadtverwaltung im Jahr 2006 einen Gedenkstein vor der Kurhalle.
Zur Zeit der Wende 1989/1990 versammelten sich ab Oktober 1989 jeweils montags etwa tausend Menschen in der Wunderblutkirche zum Friedensgebet. Der folgende Kerzenumzug folgte dem Vorbild der Montagsdemonstrationen in größeren Städten der DDR. Der erste Nachwendebürgermeister Bad Wilsnacks, Dietrich Gappa, wurde im Mai 1990 in der ehemaligen Wallfahrtskirche gewählt. Im selben Jahr wurde wieder Religionsunterricht in der Schule erteilt.
Verwaltungszugehörigkeit
- 1817–1947: Landkreis Westprignitz, Provinz Brandenburg, Preußen
- 1947–1952: Landkreis Westprignitz, Land Brandenburg, SBZ/DDR
- 1952–1990: Kreis Perleberg, Bezirk Schwerin, DDR
- 1990–1993: Kreis Perleberg, Brandenburg
- seit 1993: Landkreis Prignitz, Brandenburg

Eingemeindungen
Groß Lüben und Klein Lüben gehören seit dem 1. Februar 1974 zu Bad Wilsnack. Grube wurde am 31. Dezember 2001 eingemeindet.

## Bevölkerungsentwicklung
| Jahr | Einwohner |
| ---- | --------- |
| 1875 | 2 252     |
| 1890 | 2 257     |
| 1910 | 2 076     |
| 1925 | 2 277     |
| 1933 | 2 293     |
| 1939 | 2 300     |

| Jahr | Einwohner |
| ---- | --------- |
| 1946 | 3 661     |
| 1950 | 3 213     |
| 1964 | 2 696     |
| 1971 | 2 610     |
| 1981 | 3 136     |
| 1985 | 3 053     |

| Jahr | Einwohner |
| ---- | --------- |
| 1990 | 2 838     |
| 1995 | 2 616     |
| 2000 | 2 833     |
| 2005 | 2 837     |
| 2010 | 2 635     |
| 2015 | 2 558     |

| Jahr | Einwohner |
| ---- | --------- |
| 2020 | 2 553     |
| 2021 | 2 536     |
| 2022 | 2 548     |
| 2023 | 2 538     |
| 2024 | 2 512     |

Gebietsstand des jeweiligen Jahres, Einwohnerzahl: Stand 31. Dezember (ab 1991), ab 2011 auf Basis des Zensus 2011, seit 2022 auf Basis des Zensus 2022

## Politik

### Stadtverordnetenversammlung
Die Stadtverordnetenversammlung von Bad Wilsnack besteht aus 16 Stadtverordneten und der ehrenamtlichen Bürgermeisterin. Die Kommunalwahl am 9. Juni 2024 führte bei einer Wahlbeteiligung von 68,7 % zu folgendem Ergebnis:
| Partei / Wählergruppe                | Stimmenanteil 2019 | Sitze 2019 |  | Stimmenanteil 2024 | Sitze 2024 |
| ------------------------------------ | ------------------ | ---------- |  | ------------------ | ---------- |
| Wählergruppe Wilsnacker Land (WWL)   | –                  | –          |  | 41,4 %             | 7          |
| Unabhängige Wählergemeinschaft (UWG) | 22,7 %             | 4          |  | 28,8 %             | 5          |
| CDU                                  | 25,7 %             | 4          |  | 15,8 %             | 2          |
| SPD                                  | 16,6 %             | 3          |  | 08,6 %             | 1          |
| Einzelbewerber Benjamin Gapinski     | –                  | –          |  | 05,3 %             | 1          |
| FDP                                  | 26,8 %             | 4          |  | –                  | –          |
| Bündnis 90/Die Grünen                | 08,2 %             | 1          |  | –                  | –          |
| Insgesamt                            | 100 %              | 16         |  | 100 %              | 16         |

### Bürgermeister
- 1990–2014: Dietrich Gappa (CDU)[17]
- 2014–2024: Hans-Dieter Spielmann (UWG)[18]
- seit 2024: Martina Richter (WWL)[19]

Richter wurde in der Bürgermeisterwahl am 9. Juni 2024 mit 61,2 % der gültigen Stimmen gewählt. Ihre Amtszeit beträgt fünf Jahre.

### Wappen
| Wappen von Bad Wilsnack | Blasonierung: „In Blau auf grünem Boden eine silberne Kirche mit rot-geschindeltem Dach und Dachreiter, schwarzer Tür, schwarzen Fenstern und einem Rundturm beiderseits des Portals; die Türme haben schwarz-beknaufte rote Spitzdächer.“ |
| Wappen von Bad Wilsnack | Wappenbegründung: Ein wohl noch dem 14. Jahrhundert angehörendes Siegel lässt von der Umschrift nur noch ...WILSNA... erkennen. Es zeigt, wie auch der noch erhaltene Stempel des im Jahre 1586 gebrauchten SIGILLVM WILZNACK und alle späteren Siegel, das Bild der einst vielbesuchten Wallfahrtskirche zum heiligen Blut. Das Wappenbild entstand im Hinblick auf den mittelalterlichen Wallfahrtsort. Vielleicht sollte im Wappen auch ein Unterstellungsverhältnis zum Ausdruck kommen, da Wilsnack damals zum Tafelgut des Bischofs von Havelberg gehörte und auch von den Havelberger Bischöfen seine Gerechtsamkeit erhielt. Das Wappen wurde am 8. Januar 1992 genehmigt. |

### Flagge
Die Flagge ist Blau - Weiß - Grün (1:1:1) gestreift und mittig mit dem Stadtwappen belegt.

## Sehenswürdigkeiten

### Stadtbild

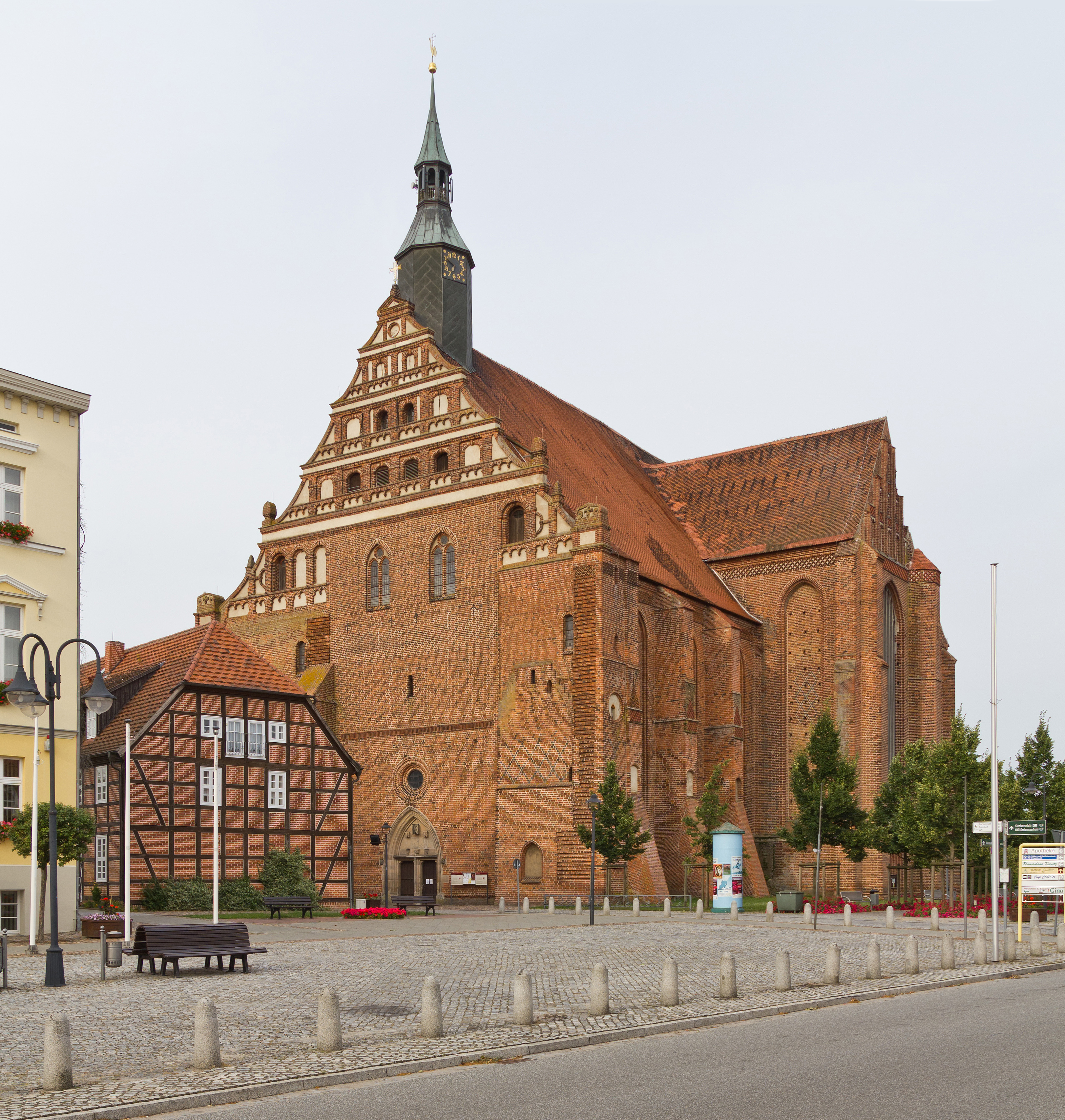
Wunderblutkirche St. Nikolai, das Wahrzeichen der Stadt

Das Stadtbild Bad Wilsnacks ist geprägt von der Wunderblutkirche an der Großen Straße. An dieser Straße befinden sich auch das Alte Rathaus, ein Fachwerkbau aus dem 18. Jahrhundert, sowie das Neue Rathaus von 1865, inzwischen Sitz des Amtes Bad Wilsnack/Weisen. Die Große Straße ist wegen einer Vielzahl von meist zweistöckigen Fachwerkhäusern sehenswert, die zum Teil aus dem späten 17. Jahrhundert stammen und unter Denkmalschutz stehen.

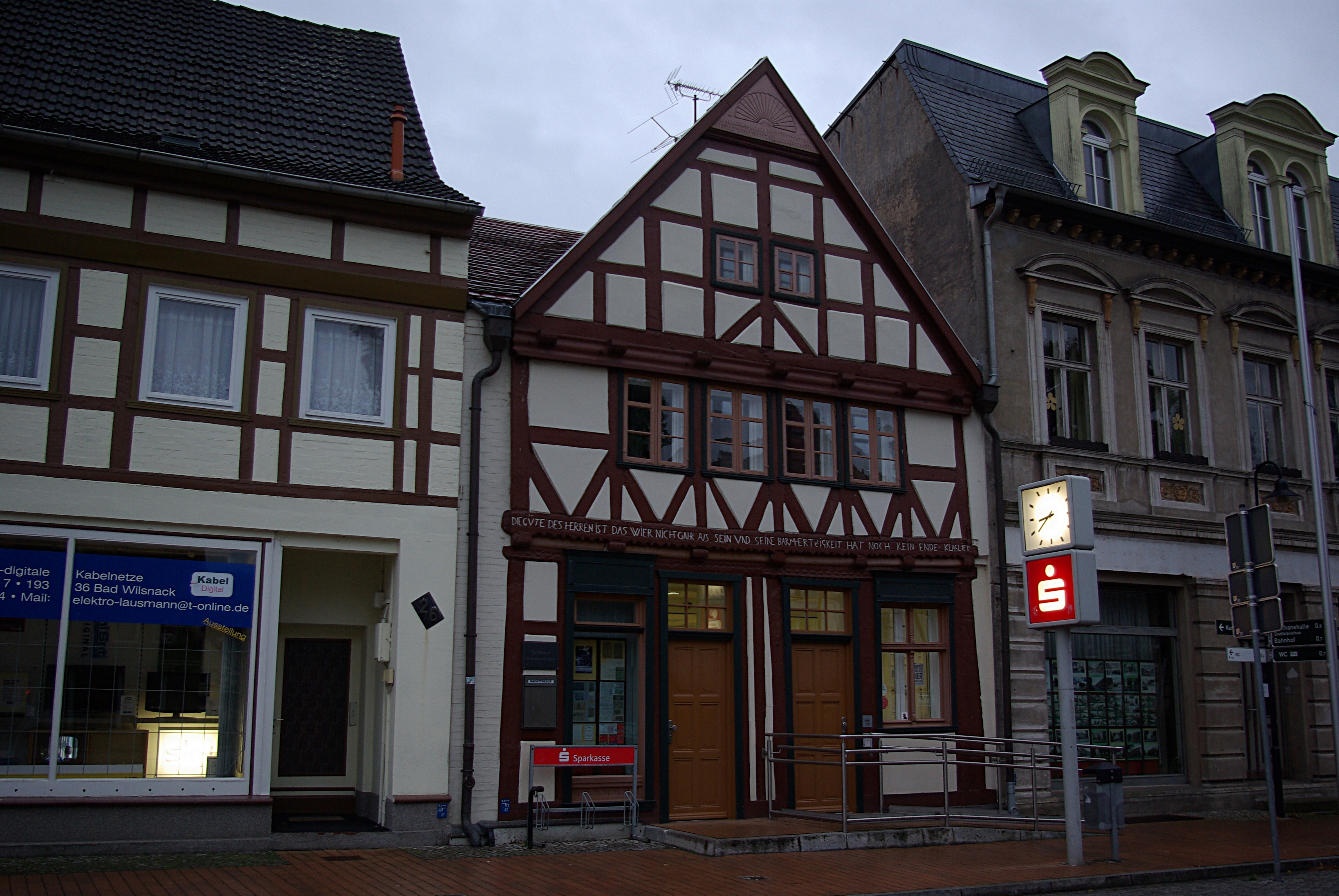
Wohnhaus Große Straße 27

Das Haus Große Straße 27 aus dem Jahr 1692 hat trotz der schmalen Front zwei Eingänge. Unter Denkmalschutz steht auch die ehemalige Apotheke, Große Straße 25. Die Gebäude, zum Teil reine Wohnhäuser, zum Teil mit Ladengeschäften im Erdgeschoss, wurden nach der Wende saniert.

### Bauwerke
- Wunderblutkirche St. Nikolai (ehemalige Wallfahrtskirche)
- Altstadt mit Fachwerkhäusern und Marktplatz
- Schloss Grube
- Gradierwerk

In der Liste der Baudenkmale in Bad Wilsnack stehen die in der Denkmalliste des Landes Brandenburg eingetragenen 30 Baudenkmale der Stadt (Stand 2015).

### Geschichtsdenkmale
- Auf dem Städtischen Friedhof erinnert seit 1965 ein Gedenkstein an den ehemaligen jüdischen Friedhof und damit an die jüdischen Mitbürger des Ortes
- Wilsnack war im Mittelalter einer der fünf bekanntesten katholischen Wallfahrtsorte und ist Zielpunkt des Pilgerwegs von Berlin nach Wilsnack.

### Thermalbad

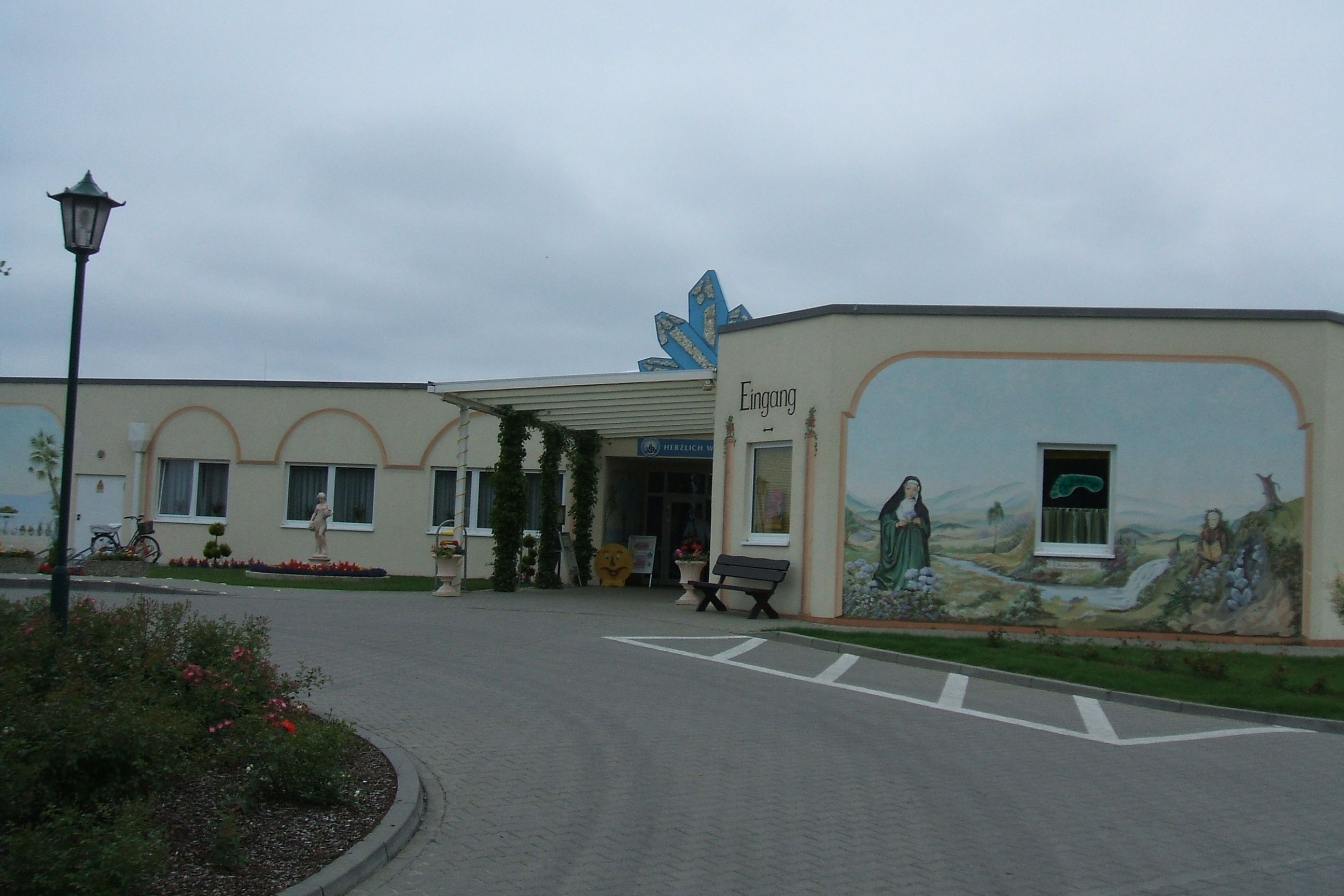
Therme

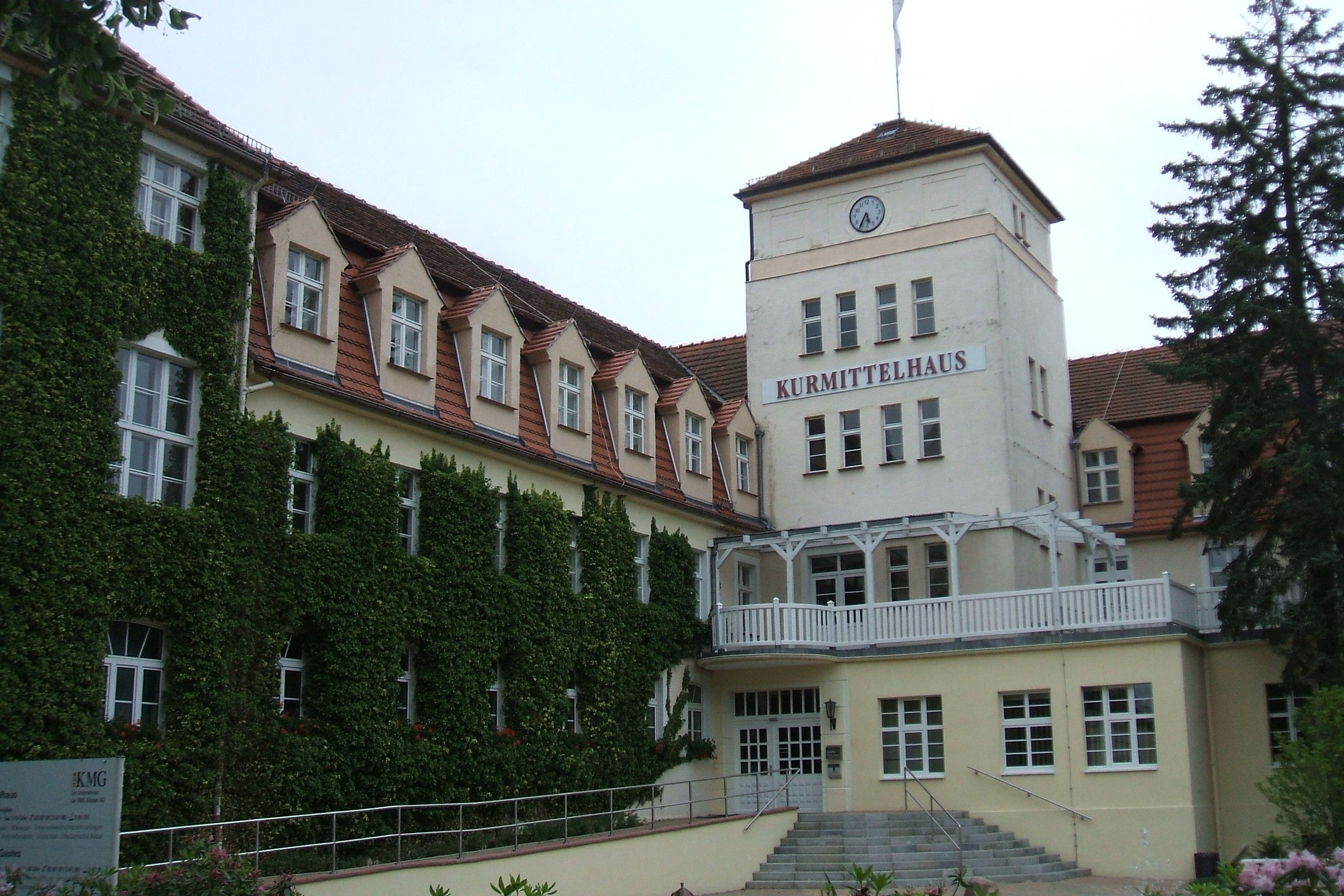
Kurmittelhaus

Das Thermalbad wird durch die Kristall-Bäder AG aus Stein betrieben. Es umfasst:
- vier Thermal-Heilwasserbecken mit unterschiedlicher Sole-Konzentration
- Außenbecken mit Wildbachstrudler
- Edelstein-Meditationsgrotte
- acht Themensaunen und zwei Dampfbäder, Eisnebelgrotte
- Osmanischer Hamam und Sauna-Bistro
- Salzwasserwand und -sauna
- Innen- und Außensalzsee mit 24%iger Sole

## Wirtschaft und Infrastruktur

### Ansässige Unternehmen

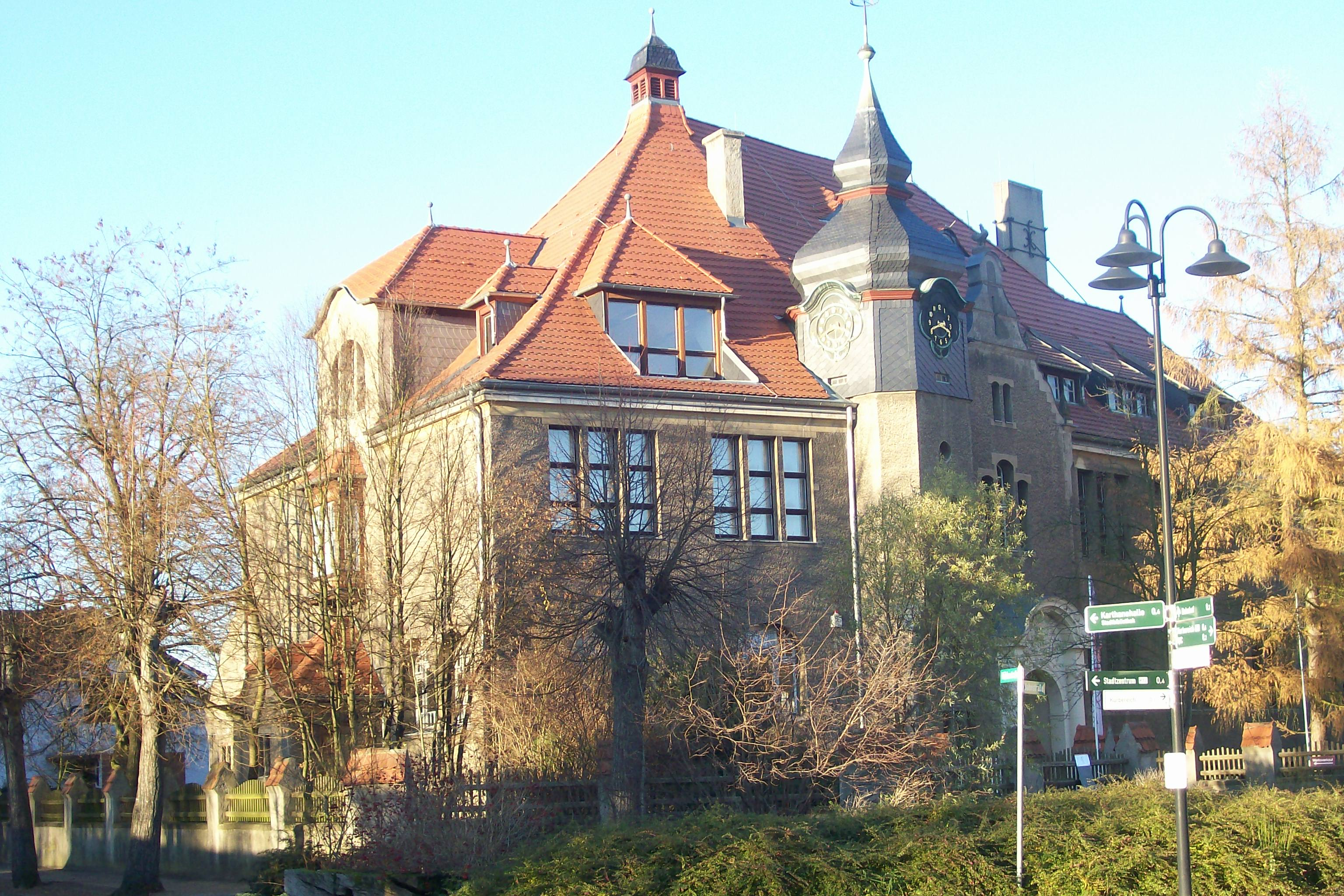
Jahnschule, Sitz der Firma Cleo Schreibgeräte (2014)

Neben Handwerksbetrieben sind die KMG Kliniken AG mit Elbtalklinik, eine Fachklinik für Orthopädie und Rheumatologie, das Kurmittelhaus, die Seniorenresidenz und das Hotel ambiente, die Kristall Kur- und Gradiertherme sowie Cleo Schreibgeräte GmbH größere Arbeitgeber Bad Wilsnacks. Die Cleo Schreibgeräte GmbH hat ihren Sitz in der ehemaligen Jahnschule, die 1911 gebaut wurde.
Seit 1995 errichtete die damalige Norddeutsche Metall-Berufsgenossenschaft (heute: Berufsgenossenschaft Holz und Metall) eine Bildungsstätte in Bad Wilsnack. Hier werden etwa 100 bis 120 Teilnehmer pro Woche über den Arbeitsschutz informiert.

### Verkehr

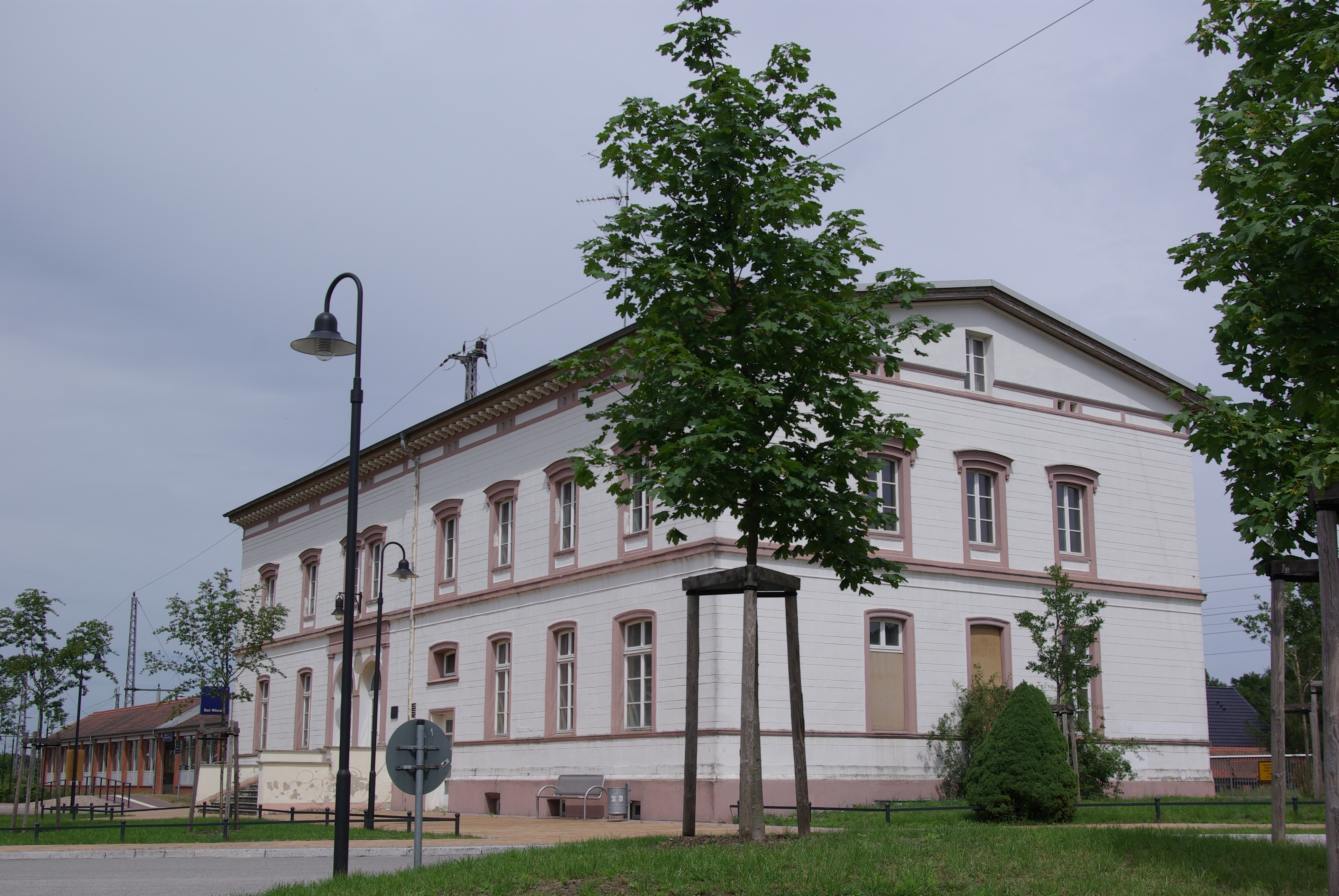
Bahnhof Bad Wilsnack von Süden

Bad Wilsnack liegt an den Landesstraßen L 10 zwischen Perleberg und Havelberg sowie L 11 nach Wittenberge. Nahe dem Ortsteil Grube führt die B 5 vorbei. Die nächsten Elbübergänge befinden sich in Wittenberge (Brücke) und Werben (Fähre).
Der Bahnhof Bad Wilsnack an der Strecke Hamburg–Berlin wird von der Regional-Express-Linie RE 8 Flughafen BER–Berliner Stadtbahn–Wittenberge stündlich bedient. Alle zwei Stunden geht es von dort über Schwerin Hbf und Bad Kleinen weiter nach Wismar. Betrieben wird sie von der ODEG.
Das Gebäude des Bahnhofs wurde nach 2010 auf der Nordwestseite mit Fassadenmalereien zu den Themen Technik und Geschichte verschönert.

## Persönlichkeiten

### Söhne und Töchter der Stadt
- Matthäus Ludecus (1517–1606), Domdechant am Havelberger Dom
- Georg Wehling (1644–1719), Schullehrer und Schriftsteller, Leiter der Ratsschule in Stettin
- Wilhelm Harnisch (1787–1864), Theologe und Pädagoge
- Hermann Theodor Wangemann (1818–1894), lutherischer Theologe und Missionar
- Otto Reincke (1830–1906), Reichsgerichtsrat
- Curt von Brocke (1873–1956), Architekt
- Reinhard Helbig (1938–2011), Physiker und Hochschullehrer
- Christoph Lütgert (* 1945), Journalist und Autor

### Mit der Stadt verbundene Persönlichkeiten
- Hugo Spieler (1854–1922), Bildhauer, in Wilsnack aufgewachsen
- Otto Bertl (1904–1978), Maler und Grafiker
- Karl Saur (um 1901–1978), Bürgermeister von Bad Wilsnack